# Andreas Fischer (Politiker)

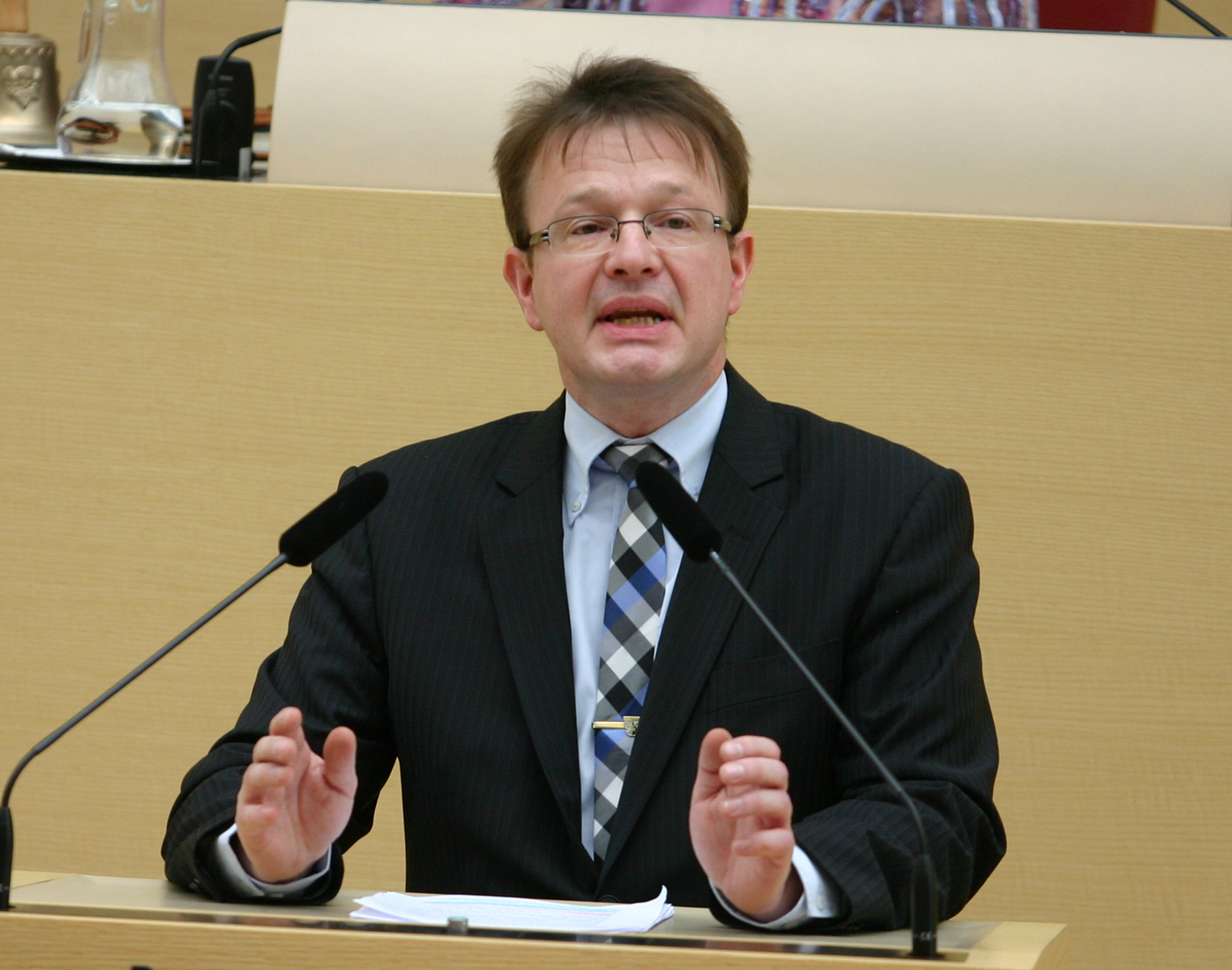
Andreas Fischer, Rede im Bayer. Landtag (Feb. 2012)

Andreas Fischer (* 11. April 1966 in Nürnberg) ist ein deutscher Politiker (FDP bis 2014, danach parteilos, seit November 2020 Stadt-Land-Union).

## Persönliche Biographie
Nach dem Besuch der Grundschule und des Gymnasiums in Burglengenfeld sowie dem Wehrdienst studierte er von 1986 bis 1991 in Freiburg und München Rechtswissenschaft. Nach einem Referendariat in Memmingen, Aichach und München promovierte er in München zum Thema „Kunstfreiheit und Strafrecht“. Im Jahr 1995 war Fischer Regierungsrat im Bayerischen Staatsministerium der Finanzen, von 1995 bis 1997 wissenschaftlicher Assistent an der Universität München und von 1997 bis 1999 Richter am Verwaltungsgericht München. 2016 wurde er Richter am Verwaltungsgericht Regensburg.
Von 1999 bis 2009 war Fischer Abteilungsleiter Öffentliche Sicherheit und Ordnung am Landratsamt des Landkreises Kelheim. Er ist verheiratet und wohnt heute in Abensberg.

## Politischer Werdegang
Fischer trat 1985 in die FDP ein; ein Jahr später wurde er Mitglied der Jungen Liberalen. Von 1987 bis 1988 war er Landesvorsitzender der Liberalen Hochschulgruppen in Baden-Württemberg. Im Jahr 2001 wurde Fischer stellvertretender Vorsitzender des FDP-Kreisverbandes Kelheim, 2002 Bezirksvorsitzender der niederbayerischen FDP. Im selben Jahr wurde er auch in den Landesvorstand der bayerischen FDP gewählt. Seit 2004 ist Fischer justizpolitischer Sprecher der bayerischen FDP, seit Februar 2007 außerdem stellvertretender Landesvorsitzender. Er leitete den FDP-Landesfachausschuss Innen- und Rechtspolitik.
Sowohl 2003 als auch 2008 war Fischer Spitzenkandidat der niederbayerischen FDP bei der Wahl zum Bayerischen Landtag. Während die FDP 2003 an der 5-Prozent-Hürde scheiterte, gelang Fischer bei der Landtagswahl 2008 über die Liste der Einzug in den Landtag. Zwar war er im Stimmkreis Kelheim auch als Direktkandidat angetreten, hier jedoch gegen Martin Neumeyer von der CSU unterlegen, zog aber über die Bezirksliste Niederbayern in den Landtag ein. Hier wurde er zum stellvertretenden Fraktionsvorsitzenden gewählt.
Er gehörte folgenden Gremien des Bayerischen Landtages an:
- Ausschuss für Verfassung, Recht, Parlamentsfragen und Verbraucherschutz
- Ausschuss für Kommunale Fragen und Innere Sicherheit
- Parlamentarisches Kontrollgremium
- Richter-Wahl-Kommission
- Datenschutzkommission

Nachdem die FDP bei der Landtagswahl in Bayern 2013 die 5-Prozent-Hürde nicht überwinden konnte, schied er aus dem Landtag aus.
Am 14. Dezember 2014 gab Andreas Fischer über die Medien seinen Austritt aus der FDP bekannt. Besondere Kritik äußerte er an dem von der FDP Bayern initiierten bayerischen Volksbegehren „Für eine unabhängige Justiz in Bayern“. In diesem Artikel erklärte er, dass er das Kreistagsmandat, das er als Spitzenkandidat der FDP in Kelheim gewonnen hatte, „'vorläufig' als parteiloser Kreisrat fortsetzen“ würde.
Im November 2020 wechselte Fischer zur im Landkreis Kelheim tätigen Stadt-Land-Union (SLU).